# نيكولكيت كروتي
نيكولكيت كروتي (23 سبتمبر 1992 بمحافظة براتشواب خيري خان في تايلاند - ) هو لاعب كرة قدم تايلندي في مركز الدفاع. لعب مع نادي بوريرام يونايتد ونادي بوليس تيرو.

## وصلات خارجية
- نيكولكيت كروتي على موقع قاعدة بيانات كرة القدم.إي يو (الإنجليزية)
- نيكولكيت كروتي على موقع Soccerway.com (الإنجليزية)